# Шелест, Анатолий Борисович
Анато́лий Бори́сович Ше́лест (род. 6 января 1955, Александрия) — советский футболист (полузащитник) и российский тренер.

## Биография
Начал карьеру в кировоградской «Звезде». Вместе с командой выиграл Кубок УССР 1973 года.
На высшем уровне выступал за днепропетровский «Днепр» и московский «Локомотив».
С 1985 по 1990 служил в ГСВГ, одновременно играл в клубах низших лиг ГДР.
Был президентом и главным тренером московского клуба «Спартак-Чукотка», главным тренером команды «Орёл», где также совмещал эту работу с должностью президента клуба (выводил эти команды в первый дивизион, а «Спартак-Чукотку» — ещё и во второй дивизион, выиграв с ней первенство КФК-1998 в центральной зоне), тренировал латвийские «Металлург» из Лиепаи и ФК «Рига». С 29 июня 2009 года до конца сезона-2009 — главный тренер ФК «Ставрополье-2009».
Спустя 10 лет после периода работы в Орле, 17 февраля 2016 года, был вновь назначен главным тренером ФК «Орёл» вместо Эдуарда Дёмина. Контракт был заключен на один год с возможностью продления.
С июня 2018 года — главный тренер литовского «Атлантаса» (Клайпеда).

## Семья
Женат, сыновья Матвей и Тарас — профессиональный футболист.